# Pezoporus
Pezoporus Illiger, 1811 è un genere di uccelli della famiglia degli Psittaculidi.

## Tassonomia
Comprende le seguenti specie:
- Pezoporus wallicus (Kerr, 1792) - parrocchetto terragnolo orientale
- Pezoporus flaviventris North, 1911 - parrocchetto terragnolo occidentale
- Pezoporus occidentalis  (Gould, 1861) - parrocchetto notturno